# Wührer
Wührer è stata la più antica fabbrica italiana di birra, fondata a Brescia.

## Storia

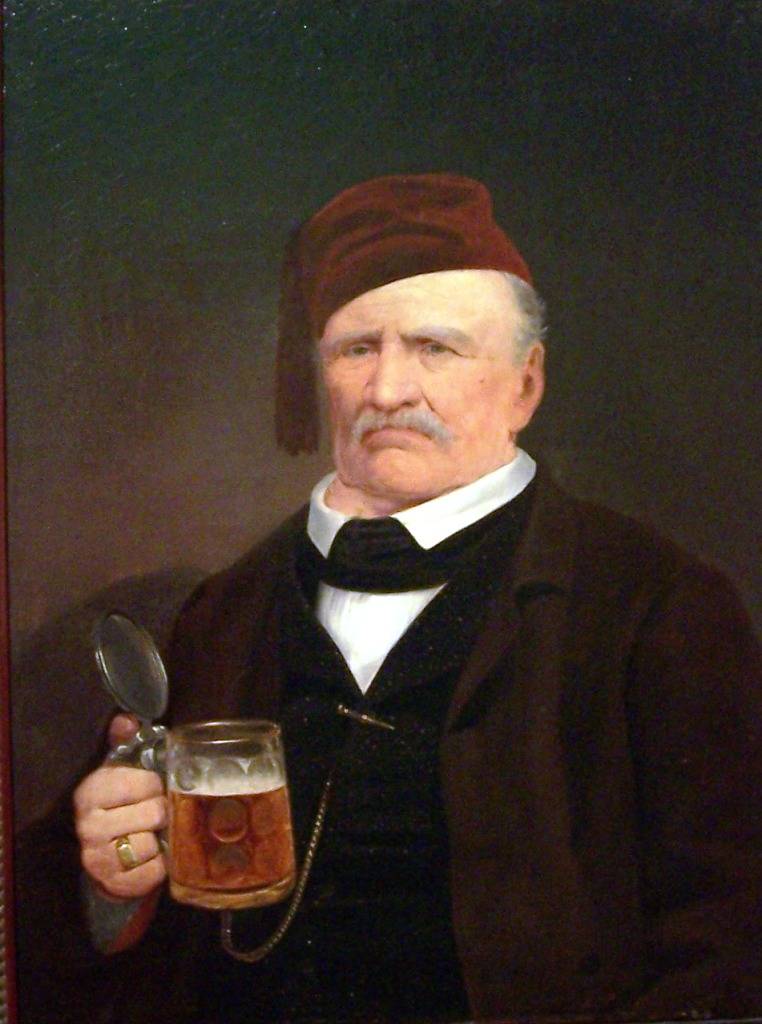
Franz Xaver Wührer
Brescia, Musei del Castello

La Wührer è la più antica fabbrica di birra italiana. Fu fondata a Brescia da Franz Xaver Wührer nel 1829.
La sede originaria della birreria Wührer era nel centro di Brescia, in via Trieste, dove ancora oggi una targa ricorda quel luogo.
Nel 1889 il figlio di Franz, Pietro Wührer, edificò in una zona periferica della città (La Bornata), un moderno stabilimento, completato nel 1895. Per decenni qui venne prodotta birra e, per un breve periodo, venne tentata anche la strada di altri prodotti, tra cui la produzione di dadi da cucina in glutammato. Nel 1935 rileva la Società Toscana Paszkowski di Firenze. L'evoluzione della struttura si espanse sino al 1959, quando assorbe la Birra Ronzani e la Birra Bologna, raggiungendo l'aspetto che ha negli anni ottanta con i marchi Wührer, Bibital e Nuova Lazzaroni.
Nel 1969 i fratelli Maria Teresa e Pietro Wührer (1938-2016) ricevettero il premio Dioniso d'Oro (assegnato da parte della Federazione Italiana Pubblici Esercizi nel corso del Convegno Nazionale di Bologna) in occasione dei 140 anni di attività dell'azienda.
Nel 1981 la multinazionale BSN (Danone) compra il 30% della Birra Wührer S.p.A. e successivamente, nel 1988, ne assumerà il controllo con un'Opa per poi cederla nello stesso anno alla Peroni (in cambio di una partecipazione di quasi il 20%) che chiuderà la produzione bresciana e terrà solo il marchio.

## Nomi della società nel tempo
- 1829-1889 Birra Franz Saverio Wührer
- 1889-1949 Fabbrica Birra Pietro Wührer
- 1949-1970 Piero Wührer S.p.A.
- 1970-1981 Birra Wührer S.p.A.
- 1981-1988 Wührer S.p.A.

## La birra WCesar
Nel 2014 un diretto discendente della famiglia di birrai Wührer (Federico) ha iniziato una produzione artigianale di birra creando il marchio WCesar, con un riferimento alla W del marchio originale e al padre Cesare tale da suonare anche come Viva Cesare, mantenendo così viva la secolare tradizione familiare di produzione della birra.

## Borgo Wührer

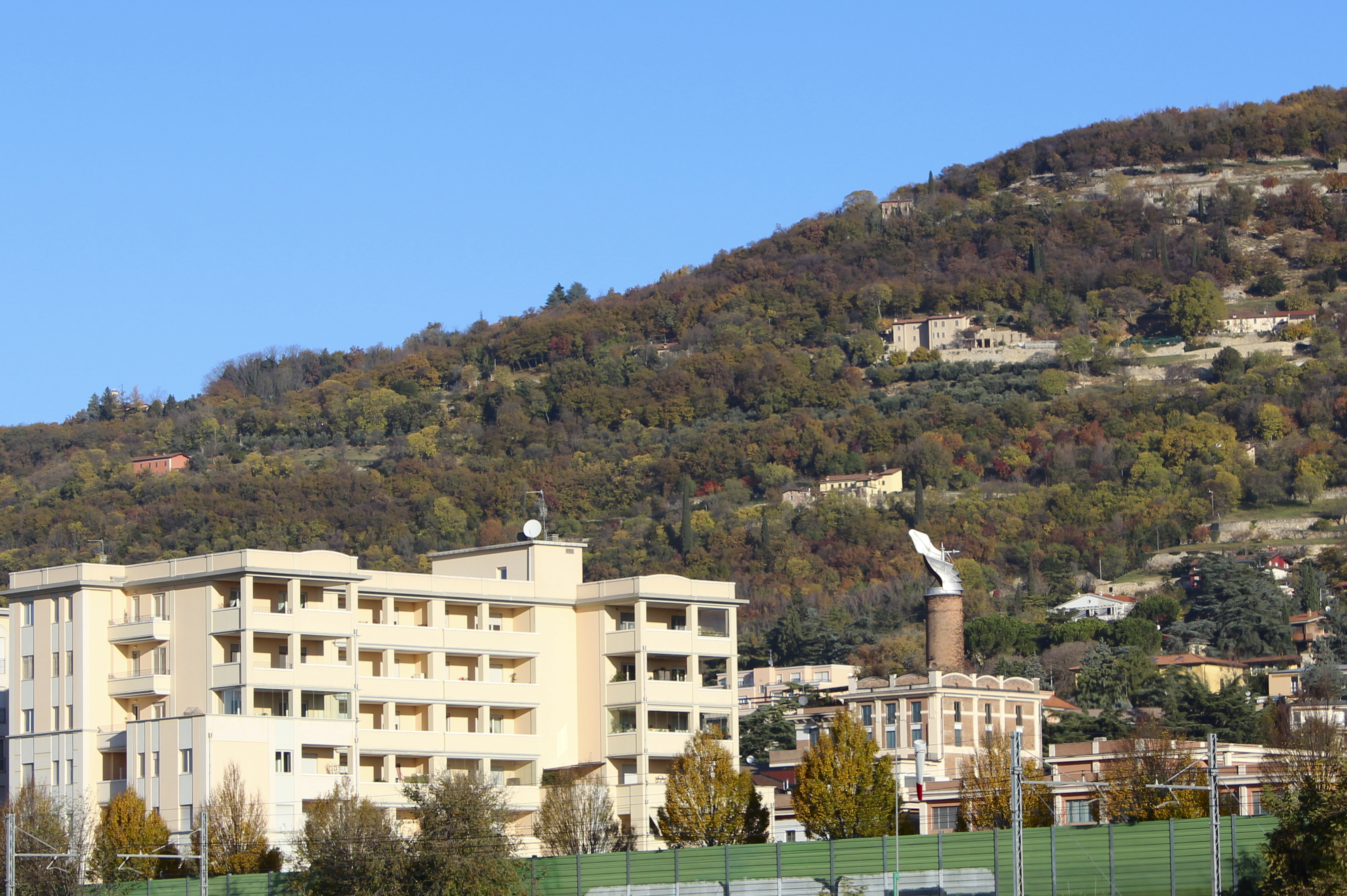
Borgo Wührer

Nella zona dove sorgeva un tempo la birreria è sorto un quartiere opportunamente denominato Borgo Wührer.

## Galleria d'immagini

Maria Teresa e Pietro Wührer (1938-2016) ricevono il premio Dioniso d'oro nel giugno 1969 a Bologna per i 140 anni di attività dell'azienda di famiglia.
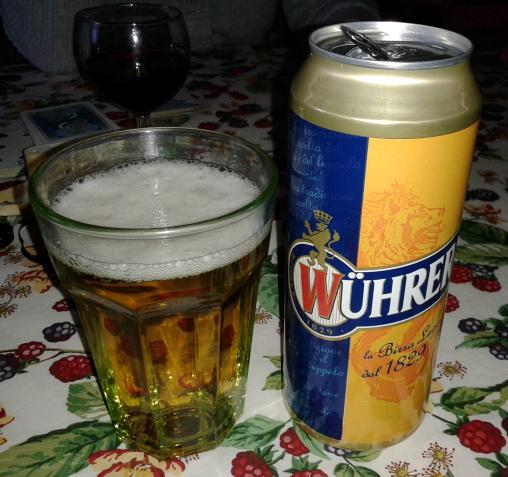
Lattina da 50 cl.